# 伊藤礼太郎
伊藤 礼太郎（いとう れいたろう、1925年 - 2007年11月22日）は日本の彫刻家。茨城県出身。
新制作委員会、千葉県美術会所属。東京造形大学客員教授を務めた。

## 略歴
和菓子職人・伊藤興平の長男として生まれる。
サロン・ド・プランタン、新制作展、歩会彫刻展、丸亀猪熊美術館特別展、他多数出品。
2000年に千葉県文化功労者に選ばれる。2007年11月22日、脳腫瘍のため、千葉県内の病院で死去、享年82。